# Давид Дадіані
Давид Дадіані (груз. დავით დადიანი; 23 січня 1813 — 30 серпня 1853) — мтаварі Мегрелії у 1846—1853 роках.

## Життєпис

### Молоді роки
Походив з Другої династії Дадіані (Чіковані-Дадіані). Старший син мтаварі Левана V і княгині Марти Церетелі. Народився 1813 року в родинному маєтку Чкадуаши (поблизу Зугдіді).
Виховувався під керівництвом російських генералів князя В. О. Бебутова і барона Г. В. Розена. У 1829 році зарахований корнетом до Козацького лейб-гвардії полку, в якому дослужився до чину полковника.
1831 року імператорським указом Давида було визнано спадкоємцем трону Мегрелії. 1834 року призначається батьком керівником цивільної адміністрації. Проте спротив знаті й чиновництва, а також не бажання самого Левана V змінювати давні правила призвели до відставки Давида, що повернувся до Тіфлісу.
1840 року під тиском загального невдоволення Леван V передав синові усю владу в Мегрелії, залишивши собі лише титул. 1841 року Давид відправив війська на допомогу росіян з придушення повстання в Гурії. В наступні роки допомагав приборкувати гірські абхазькі племена та споруджувати берегові укріплення. 1845 року отримав звання генерал-майора.
Водночас намагався здійснити необхідні реформи для поліпшення фінансового й загальноекономічного стану Мегрельського князівства, оскільки скарбниця була розкрадена, усюди панували анархія і безлад. Він розділив князівство на округи, на чолі яких було поставлено представників родовитої знаті. На основі «Положення про управління Закавказьким краєм» 1842 року їм було складено керівництво з управління новоствореними округами. Також встановив змінюваність 12 суддів і призначив платню за виконання суддівських повноважень, яку повинні були платити до князівської скарбниці. Такі дії дозволили наповнити скарбниці, внаслідок чого на момент смерті Давида в ній було 1 млн карб.

### Панування
1846 року після смерті батька став офіційно мтаварі Мегрелії. Успадкував суперечку з Михайлом, мтаварі Абхазії, через володіння Самурзакано. 1847 року рішенням російського уряду Самурзакано було передано до складу Кутаїської губернії. Як компенсасію Дадіані отримав 25 тис. карб.
Він продовжив реформи, звернувши увагу на місцеву церковну організацію. Давид I звільнив біле духовенство князівства від кріпацтва. До нього священики відбували особисті та поземельні повинності нарівні з іншими селянами. Крім того, він переконав архієпископа Чкондидського замінити побори натурою і панщину на грошову. Внаслідок чого кожен селянський будинок єпископських маєтків був обкладений 3 карбованцями, і архієпископ став отримувати до 12 тис. карб. на рік. Потім Давид запропонував вносити ці кошти зі своєї скарбниці на користь архієпископа, а всі його маєток записати до свого спадку. Втім це вдалося реалізувати вже за наступного архієпископа Феофана.
Князь скасував інститут посагу, покращив цивільну інфраструктуру та запровадив щорічні стипендії для близько 10 підданих для отримання професійної освіти в Тіфлісі. Також допоміг заснувати кілька підприємств, зокрема шовкову фабрика в Зугдіді та винокурні у Зугдіді та Салхіно.
Невдоволення на його жорстке правління і зміну звичних порядків зростало серед різних шарів населення, яке приборкувалося жорстокими заходами. Проте ситуація в князівстві дедалі більше загострювалася. Російський уряд через князя Михайла Воронцова запропонував Дадіані за грошову винагороду за відмову від влади. Натомість Давид зажадав залишити за ним всі його маєтки і видати йому одноразово 30 тис. червінців. Ця вимога не була задоволена і князю було дано зрозуміти, що жорстокий спосіб правління спричинить за собою скасування його автономії. Давид зрозумів небезпеку свого становища і пом'якшив методи правління.
У 1849 році Давид I при власному палаці заснував музей старожитностей. Помер 1853 року від малярії в маєтку Горді. Поховано в Мартвілсьькому монастирі. Йому спадкував старший син Ніколоз.

## Родина
1. Дружина — Дареджан, донька Ціоха Дадешкелані, князя Сванетії
дітей не було
2. Дружина — Катерина, донька князя Олександра Чавчавадзе
Діти:
- Марія (1840—1842)
- Ніно (1841—1848)
- Леван (1842—1844)
- Ніколоз (1847—1903]), мтаварі Мегрелії
- Саломе (1848—1913), дружина принца Ашиля Шарля Луї Наполеона Мюрата
- Андрій (1850—1910), генерал-лейтенант
- Тамара (1853—1859)